# Bandi Dezső
Bandi Dezső (Magyarsáros, 1919. október 7. – Békéscsaba, 2005. június 23.) iparművész, művészeti író, népművelő, Bandi Árpád bátyja, Bandi Kati textilművész apja.

## Életpályája
A kolozsvári Unitárus Kollégiumban érettségizik 1941-ben. A budapesti Képzőművészeti Főiskolán Sidló Ferencnél tanult szobrászatot. Első jelentősebb művei a helybeli ácsokkal közösen faragott és felállított abásfalvi és ravai háborús emlékművek (1943-44).
A II. világháború után Marosvásárhelyen rajzot tanított, majd az MNSZ művelődési aktivistájaként, 1957-től több mint egy évtizeden át a Népi Alkotások Háza, majd a kisipari szövetkezetek Maros tartományi, illetve megyei népművészeti szakirányítójaként működött. Művészi kerámiával foglalkozott, s a hagyományos háziipari mesterségek és a falusi ember művészi készségeinek serkentésével – tanfolyamok, kiállítások és metodikai levelezés útján – új alapokra helyezte hatáskörében az öntevékeny műkedvelő mozgalmakat. A jelenlegi Maros-, Hargita- és Kovászna megyékben 1963-ban már 170 népi alkotási kört irányított több mint ezer taggal.
Művészeti tömegmozgalmának célja a korszerű otthonkép kialakítása és az ember művészi alkotókészségeinek ápolása a korabeli feltételek közt. Ezért falun a még ma is eleven szövés-, fonás-, kötés- és varrástechnikákat igyekezett új funkcióval és tartalommal telíteni, majd a fazekas- és faragóközpontok mestereinek munkáiban jelentkező giccses ízléssel szállt harcba; a városon ugyanekkor a különböző képzőművészeti műfajokkal foglalkozó műkedvelést igyekezett utánzó dilettantizmus helyett eredeti alkotássá fejleszteni.
Legutóbb a naiv művészeti ágak – festészet, szobrászat – és a szellemi néprajz hagyományainak felkarolására és felfrissítésére vállalkozott. Tevékenységének elméleti indoklását egy cikksorozatban is kifejtette, 1970-től kezdve pedig a Maros Megyei Művelődési Bizottság füzeteiben egy-egy község népi kultúrájának teljes bemutatásával kísérletezett, szerves keretbe foglalta a vidék művészetének tárgyi és szellemi megnyilvánulásait. Cikkeit A Hét, az Utunk, az Előre és a Művelődés közölte.
Önálló iparművészeti munkái a népi motívumkincsre alapozó kerámiák és szőnyegek. 2004-ig foglalkozott fiatal fafaragó mesterjelöltekkel és keramikusokkal, életének utolsó évében gyenge egészségi állapota miatt költözött leányához, Békéscsabára, ott érte a halál 2005. július 23-án.

## Egyéni kiállításai[9]
- 1954 – Kerámia, Bukarest
- 1957, 1958, 1963 – Kolozsvár
- 1965, 1967 – Csíkszereda
- 1968 – Nagyszalonta

## Díjak, elismerések
- Magyarsáros díszpolgára (2002. december 18.)[10]
- Magyar Köztársaság Aranyérme 80. születésnapján
- Szülőfalujának iskolája Bandi Dezső nevét viseli
- Csittszentivánban Bandi Dezső Kulturális Egyesület tevékenykedik